# Premio Sakurai

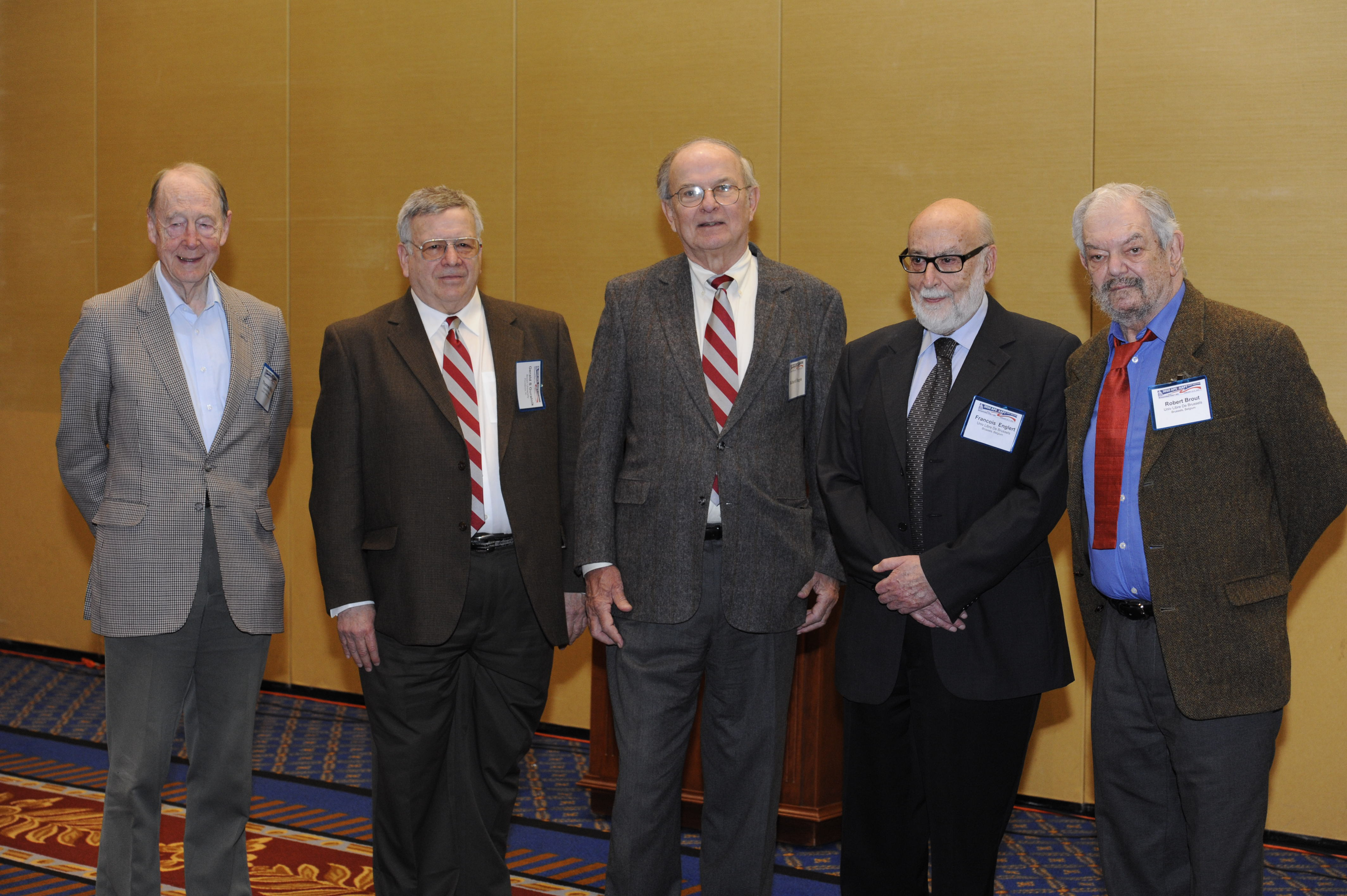
Ganadores del Premio Sakurai 2010: (de izquierda a derecha) Kibble, Guralnik, Hagen, Englert y Brout

El Premio J. J. Sakurai de física teórica de partículas, es presentado por la American Physical Society en su evento anual "April Meeting", y honra a destacados logros en física de partículas. El premio, considerado uno de los más prestigiosos en física, consiste en un premio en efectivo, un certificado citando las contribuciones reconocidad por el premio, y un subsidio de transporte para asistir a la celebración. El premio está dotado por la familia y los amigos del físico de partículas J. J. Sakurai. El premio ha sido otorgado anualmente desde 1985.

## Premiados[2]
- 2024: Andrzej Buras
- 2023: Heinrich Leutwyler
- 2022: Nima Arkani-Hamed
- 2021: Vernon Barger
- 2020: Pierre Sikivie
- 2019: Lisa Randall y Raman Sundrum, "Por contribuciones creativas a la física más allá del Modelo estándar, en particular el descubrimiento que dimensiones extra del espacio deformadas pueden solucionar el puzle de jerarquía, el cual tuvo un tremendo impacto en las búsquedas del Gran colisionador de hadrones"
- 2018: Ann Nelson y Michael Dine
- 2017: Gordon Kane, Howard Haber, John F. Gunion y Sally Dawson
- 2016: Peter Lepage
- 2015 George Zweig, "Por su propuesta independiente que hadrones están compuestos de constituyentes fundamentales fraccionadamente cargadas, llamadas quarks o ases, y para el desarrollo de sus implicaciones revolucionarias de masas y propiedades de hadrones.".
- 2014 Zvi Bern, Lance J. Dixon y David A. Kosower.
- 2013 Helen Quinn y Roberto Peccei.
- 2012 Guido Altarelli, Torbjörn Sjöstrand, y Bryan Webber.
- 2011 Chris Quigg, Estia Eichten, Ian Hinchliffe, y Kenneth Lane:  "Por su trabajo, por separado y colectivamente, para trazar un camino de la exploración física de la escala TeV usando multi-TeV colisionadores de hadrones ".
- 2010 Gerald Guralnik, C. R. Hagen, Tom Kibble, Robert Brout, Francois Englert, y Peter Higgs:
- 2009 Davison E. Soper, John C. Collins y R. Keith Ellis:
- 2008 Alexei Smirnov y Stanislav Mikheyev
- 2007 Stanley Brodsky
- 2006 Savas Dimopoulos
- 2005 Susumu Okubo
- 2004 Ikaros Bigi y Anthony Ichiro Sanda
- 2003 Alfred Mueller y George Sterman
- 2002 William J. Marciano y Alberto Sirlin
- 2001 Nathan Isgur, Mikhail Voloshin, y Mark Wise
- 2000 Curtis Callan
- 1999 Mikhail Shifman, Arkady Vainshtein, y Valentine Zakharov
- 1998 Leonard Susskind
- 1997 Thomas Appelquist
- 1996 William A. Bardeen
- 1995 Howard Georgi
- 1994 Yoichiro Nambu
- 1993 Mary K. Gaillard
- 1992 Lincoln Wolfenstein
- 1991 Vladimir Gribov
- 1990 Toichiro Kinoshita
- 1989 Nicola Cabibbo
- 1988 Stephen L. Adler
- 1987 Luciano Maiani y John Iliopoulos
- 1986 David Gross, H. David Politzer, y Frank Wilczek
- 1985 Toshihide Maskawa y Makoto Kobayashi